# Prelaz Brenner
Prelaz Brenner (italijansko Passo del Brennero ali kratko Brennero, nemško Brennerpass), leži na mejnem prehodu v vzhodnih Alpah med avstrijsko zvezno deželo Tirolsko in italijansko avtonomno pokrajino Trentinsko - Zgornje Poadižje.
Brenner leži na nadmorski višini 1370 m in na prečka vzhodnoalpski greben. Povezuje Stubajske Alpe na zahodu s Zillertalskimi Alpami na vzhodu in deli severni in južni tirolski Wipptal. Skupaj s prelazi Gotthard, Simplon in Mont Cenis je eden od štirih najpomembnejših alpskih tranzitnih koridorjev za cestni promet in najbolj pogosto uporabljan od vseh. Je tudi najbolj obremenjena povezava med Avstrijo in Italijo. Za razliko od švicarskih prelazov, kjer je poudarek na železnici, je tukaj na cesti.

## Ime
V starejši literaturi se o izvoru imena Brenner pogosto sklicujejo na alpski narod Breoni ali keltskega poglavarja Brennusa. Vendar pa nobeden vir od antičnega sveta in zgodnjega srednjega veka o Brennerju in njegovem imenu ne obstaja, ampak imena, kot so per alpes Rhaeticas ali - tako dobesedno v karolinščini Divisio regnorum iz leta 806  - per alpes Noricas (pot skozi Retijo ali Noriške Alpe).
Današnja vas na prelazu Brenner je bila v 13. stoletju še vedno Mittenwald. Leta 1288 je dokumentirano posestvo Prennerius de Mittenwalde, leta 1299 je znano Baumannovo posestvo Chunradus Prenner de Mittenwalde, Prenner razlagajo po vsej verjetnosti kot ime za moškega, ki se je ukvarjal s požigalništvom. Leta 1328 so prelaz imenovali ob dem Prenner. 
Ob koncu srednjega ali na zčetku novega veka se je pojavilo ime Mons Brennus.

## Geografija
Brenner in greben, ki se razteza vzhodno in zahodno od njega tvori razvodje med reko Sill in Eisack /Isarco - in s tem glavno razvodnica med Jadranskim in Črnim morjem. Regionalno ločuje ta razvodnica porečja velikih rek severnih Alp Inna in Donave od rek območja južno od Alp (Južna Tirolska in severna Italija), predvsem iz Adiže in Pada.
Zahodno od prelaza v Stubajskih Alpah se dviga vrh Sattelberg (2115 m). Vzhodno od prelaza, v Zillertalskih Alpah pa vrh Wolfendorn (2776 m). Tako severna kot južna stran Brennerja, ki vodita v dolino Sill in Eisack/Isarco sta skupaj imenovani Wipptal.
Državna meja na Brennerju ni enaka razvodnici, ampak teče nekoliko severno od nje.  Na prelazu je občina Brenner/Brennero (Južna Tirolska, Italija) in vas Brenner in na avstrijski strani majhno naselje Rotte imenovano Brennerpass (tudi Brenner).

## Koridor Brenner
Koridor Brenner je glavni prehod med obema deloma Tirolske in zelo pomemben za mednarodni promet.
Prometna povezava vključuje:
- štiripasovno avtocesto s cestnino, ki je bila zgrajena v 1960-ih, imenovana Brennerautobahn in je zdaj del Evropske poti E45 (v Avstriji se imenuje "Brenner Autobahn" A 13, v Italiji  "Autostrada del Brennero" A 22)
- Brennerska cesta B 182 (stara cesta čez prelaz) na avstrijski strani in SS 12 na italijanski strani
- železniška proga Brennerbahn z železniško postajo Brenner na prelazu,
- italijanska daljinska kolesarska povezava imenovana Eisacktal kolesarska pot (tudi Brenner-Radroute, Radroute Brenner-Bozen)

Koridor Brenner povezuje Münchnom (519 m nmv) čez Innsbruck (574 m nmv) in Bolzano (262 m nmv) v Padsko nižino. Tako je severna kot južna dovozna pot pripeljeta na Brenner po glavnih alpskih dolinah: na severu dolina reke Inn, na jugu dolina Adiže.
Poleg tega bo do leta 2028 med Innsbruckom (Avstrija) in Franzensfeste (Italija) zgrajen 55 km dolg železniški predor, bazni predor Brenner (BBT). Tako si človek prizadeva za občutno preusmeritev tranzitnega tovornega prometa s cest na železnico. EU bo sodelovala pri financiranju, obseg in problematika velikega tranzitnega prometa pa je še vedno predmet pogajanj. V tem kontekstu razpravljajo o novem modelu ureditve tovornega prometa, tako imenovani Alpeintransitbörse (Evropski instrument prometne politike za omejitev tovornega prometa - čezalpskega cestnega prometa, to je dražba in trgovanje s tranzitnimi pravicami).

## Zgodovina

### Prazgodovina in antika
Tudi v kameni dobi je bila pot, ki ej vodila preko Brennerja.
V antiki so različni ljudje uporabljali prelaz Brenner kot alpski prehod v Italijo. Tako so germanski Kimbri hodili preko Brennerja v letu 102. pr. n. št. v napadu Rimskega imperija. Za obrambo dostopa do Italije pred sovražnimi narodi, so območje zasedli Rimljani. V 15 st. pr. n. št. je rimska vojska, ki jo je vodil Druz proti šibkemu odporu avtohtonih plemen na glavnem alpskem grebenu prodrla na sever (verjetno do današnjega Augsburga-Oberhausena), združena z vojaki iz Galije, ki so prešli preko regije Bodenskega jezera pod vodstvom Druzovega brata Tiberija.  Medtem ko je Druz sam prečkal Reschenpass, je vzporedno prečkal gore poveljnik Publius Silius Nerva, zahodno od tod prečkal gore skozi 
Spodnji Engadin in Lucius Calpurnius Piso vzhodno čez prelaz Brenner proti severu.  Grški geograf in zgodovinar Strabon poroča, da so zlasti južno od Brennerja prebivalstvo popolnoma iztrebili ali zasužnjili. Regija je bila naseljena že v obdobju pred rimskimi naseljenci, pa tudi noriških kolonisti so se naselili v Eisacktal in številnih stranskih dolinah. Avtohtono prebivalstvo keltskega izvora je še naprej naseljevalo borne doline. Tako so Breuni dokumentirani še v 9. stoletju pred prihodom Bajuvarov (prvotna oblika imena Bavarske, ki je poseljevala večino stare Bavarske, Avstrije in Južne Tirolske nastale proti koncu preseljevanja ljudstev).
Prelaz je bil v rimskih časih pomembna povezava med Italijo in provinco Retija. Med letoma 195 in 215 je cesar Septimij Sever odstranil stare, neutrjene poti in zgradil utrjeno cesto, vendar je bila relativno ozka in strma. Zdaj imenovana rimska cesta Via Retija, je vodila iz Verone in Tridentuma (Trento) na prelaz do Veldidene (zdaj Innsbruck) in od tam preko sedla Seefeld do Augusta Vindelicorum (Augsburga). Leta 268 so Alemani udarili preko Brennerja proti Italiji preden so bili poraženi v bitki pri jezeru Benacus (Gardsko jezero) v novembru istega leta.

### Srednji vek
Zaradi dobre gradnje in podlage je trgovska pot je potekala kot del Via Imperii do srednjega veka. Oodločilno je bilo prevrednotenje poti preko prelaza Brenner leta 900, saj je bila vzhodna Zgornja Italija uničena zaradi madžarskih vpadov in pot čez Brenner je predstavljala eno redkih varnih cest.  Eden od podpornikov te prometne poti je bil škof Zacharias iz Saebena (890-907). Leta 952 je cesar Oton I. ustanovil mejno marko Verona, da je zagotovil vojsko za prelaz Brenner. V srednjem veku je bil najbolj prometen alpski prelaz. Naraščajoče propadanje je na mnogih odsekih omogočalo le prevoz z živalmi. Ozka soteska Eisack severno od Bolzana je ostala popolno brezpotje; popotniki in pošiljke so morale do 14. stoletja južno od Brixena čez masiv Ritten. Leta 1314 je bolzanski trgovec Heinrich Kunter dobil pravico, da obratuje z mulami po poti skozi sotesko od Bolzana do Klausena, pobira mitnino in uredi mulatjero (od tod ime tega odseka tudi Kunterschlucht). Že leta 1430 je bilo več kot 90% trgovine na dolge razdalje med Augsburgom in Benetkami - 6500 tovornih voz na leto – prenesenih čez "spodnjo cesto" - Brennersko pot. 
Leta 1480 je bila Kuntersweg razširjena, pri čemer je bil prvič uporabljen črni smodnik za razstreljevanje skal. Leta 1485 je Jakob Fugger v Innsbrucku ustanovil Faktorei (komercialna dejavnost trgovcev v drugih evropskih državah ali v tujini) in zaradi sporov med vojvodo Sigismundom in Benetkami od leta 1487 premaknil glavni bolzanski trg v Mittenwald in dovolil povečan promet čez Brenner.

### Novi časi
Leta 1522 je bila čez Brenner ustanovljena poštna pot.
Tako kot vsi drugi alpski prelazi, tudi ta ni bil brez nevarnosti: visoke vode v poletnih mesecih, v zimskih plazovi, so delali prečkanje Alp nevarno. Prvič leta 1777 je cesarica Marija Terezija razširila prelaz. Septembra 1786 je Brenner prečkal Johann Wolfgang von Goethe na svojem potovanju v Italijo. 
Leta 1867 je bila odprta po samo treh letih gradnje Brennerska železnica kot prva čezalpska železnica.
Od leta 1920 poteka na prelazu Brenner meja med Avstrijo in Italijo. 
Sredi 1930-ih se je začela na prelaz Brenner in okoliških krajev gradnja vojaških cest in utrdb italijanskega Alpskega zidu. Ti sistemi so se okrepili in razširili po priključitvi Avstrije Tretjemu Rajhu leta 1938. Sredi leta 1942 ga je bilo treba prilagoditi zaradi diplomatskih napetosti med Berlinom in Rimom. Še danes obstajajo nekateri ostanki teh objektov.
Leta 1957 se je začela gradnja mostu Evropa (Europabrücke) in s tem izvajanje pionirskega projekta Brennerske avtoceste. 17. novembra 1963, je bila avtocesta odprta za promet.
5. aprila 1975 je plaz na južnotirolski strani zaprl prelaz Brenner. Šest ljudi je umrlo v zasutih avtomobilih. Prelaz je bil dva tedna neprevozen. Šele po tem je bila zgrajena zaščita proti plazovom na pobočjih.
Kot del begunske krize v Evropi, je avstrijska vlada sredi marca 2016 napovedala ukrepe, da se prepreči vstop beguncev preko prelaza Brenner. 

## Galerija
- Kolesarska pot Eisacktal po nekdanji brennerski železnici
- Avtocesta A 13 med Gries am Brenner in prelazom, Sill in cesta B 182
- Železnica „Brennero / Brenner“ na prelazu
- Carina, 1965
- Carina, 1978

## Literatiura
- Hermann Wopfner: Die Besiedlung der Hochgebirgstäler, dargestellt an der Siedlungsgeschichte der Brennergegend. In: Zeitschrift des Österreichischen Alpenvereins. 51, 1920.
- Engelbert Auckenthaler: Geschichte der Höfe und Familien des obersten Eisacktals (Brenner, Gossensass, Pflersch). Universitätsverlag Wagner, Innsbruck 1953.
- Günther Ennemoser: Gossensass, Brenner, Pflersch. Verlagsanstalt Athesia, Bozen 1984, ISBN 88-7014-344-9.
- Steffan Bruns: ALPENPÄSSE – Geschichte der alpinen Passübergänge. Vom Inn zum Gardasee. 1. Auflage. Band 3. L. Staackmann Verlag KG, München 2010, ISBN 978-3-88675-273-7, S. 122–149.
- Verona-Tirol. Kunst und Wirtschaft am Brennerweg (899–1516) (= Runkelsteiner Schriften zur Kulturgeschichte 7). Athesia, Bozen 2015, ISBN 978-88-6839-093-8.